# Hiep Thi Le
 (novembre 2023).
La mise en forme du texte ne suit pas les recommandations de Wikipédia : il faut le « wikifier ».
Les points d'amélioration suivants sont les cas les plus fréquents :
- Les titres sont pré-formatés par le logiciel. Ils ne sont ni en capitales, ni en gras.
- Le texte ne doit pas être écrit en capitales (les noms de famille non plus), ni en gras, ni en italique, ni en « petit »…
- Le gras n'est utilisé que pour surligner le titre de l'article dans l'introduction, une seule fois.
- L'italique est rarement utilisé : mots en langue étrangère, titres d'œuvres, noms de bateaux, etc.
- Les citations ne sont pas en italique mais en corps de texte normal. Elles sont entourées par des guillemets français : « et ».
- Les listes à puces sont à éviter, des paragraphes rédigés étant largement préférés. Les tableaux sont à réserver à la présentation de données structurées (résultats, etc.).
- Les appels de note de bas de page (petits chiffres en exposant, introduits par l'outil «  Source ») sont à placer entre la fin de phrase et le point final[comme ça].
- Les liens internes (vers d'autres articles de Wikipédia) sont à choisir avec parcimonie. Créez des liens vers des articles approfondissant le sujet. Les termes génériques sans rapport avec le sujet sont à éviter, ainsi que les répétitions de liens vers un même terme.
- Les liens externes sont à placer uniquement dans une section « Liens externes », à la fin de l'article. Ces liens sont à choisir avec parcimonie suivant les règles définies. Si un lien sert de source à l'article, son insertion dans le texte est à faire par les notes de bas de page.
- La présentation des références doit suivre les conventions bibliographiques. Il est recommandé d'utiliser les modèles {{Ouvrage}}, {{Chapitre}}, {{Article}}, {{Lien web}} et/ou {{Bibliographie}}. Le mode d'édition visuel peut mettre en forme automatiquement les références.
- Insérer une infobox (cadre d'informations à droite) n'est pas obligatoire pour parachever la mise en page.

Pour une aide détaillée, merci de consulter Aide:Wikification.
Si vous pensez que ces points ont été résolus, vous pouvez retirer ce bandeau et améliorer la mise en forme d'un autre article.
Hiep Thi Le (vietnamien : Lê Thị Hiệp  est une actrice et restauratrice américaine. Elle est principalement connue pour son rôle de Le Ly dans le film Entre Ciel et Terre de 1993.

## Jeunesse
Elle est née le 18 février 1971 à Da Nang, au Sud Viêt Nam,. En 1978, son père devint un réfugié transfuge du Viêt Nam vers Hong Kong. Alors âgée de neuf ans, Le s'enfuit du Viêt Nam avec sa mère et sa sœur.
Notre mère nous raconta que nous devions rejoindre papa et qu'il était parti dans un endroit appelé 'Amérique', que nous prenions pour une ville au-delà de la rivière puisqu'il y avait des lumières.
Avec près de 60 autres réfugiés, ils partirent pour Honk Kong cachés dans un double fond d'un bateau de pêche pour rejoindre leur père. Une nuit, le capitaine d'un bateau de pêche attrape sa sœur de 7 ans et met un couteau sous sa gorge. Hiep Thi Le en est traumatisé à vie ; elle raconte :

« Au milieu de la nuit, alors que nous arrivions à un checkpoint vietnamien, ma sœur se réveilla et se mit à réclamer notre maman en criant. […] Tout le monde pensa que nous allions mourir. »

Sa sœur survécut et une fois à Hong Kong elles restèrent dans un camp de réfugiés. Elles retrouvèrent leur père. Sa famille entière (ses parents et leurs cinq enfants) fut réunie en Californie,.
Par la suite, elle déménagea à Oakland, California où sa mère travaillait dans un restaurant franco-vietnamien. Elle fréquenta la Oakland High School avant d'aller à University of California, Davis où elle obtint un diplôme de physiologie,.
Elle envisageait d'obtenir son diplôme en 1993 avant de poursuivre une carrière dans les sciences. Mais alors qu'elle était étudiante, elle participa à un casting en Californie "parce que tous mes amis le font et que c'est fun" et finit par décrocher le rôle principal dans un film d'Oliver Stone Entre Ciel et Terre (1993).

## Mort
Elle meurt à Los Angeles, le 19 décembre 2017 d'un cancer de l'estomac à 46 ans,.

## Filmographie
(décembre 2023).
| Year | Title                    | Role               | Notes                                |
| ---- | ------------------------ | ------------------ | ------------------------------------ |
| 1993 | Entre Ciel et Terre      | Le Ly              |                                      |
| 1995 | Bugis Street             | Lian               |                                      |
| 1996 | Hey Arnold!              | Mai Hyunh          | Voice, Épisode: "Arnold's Christmas" |
| 1997 | Dead Men Can't Dance     | Sgt. Mia Yan Chun  |                                      |
| 1998 | Tracey Takes On...       | Milou              | Épisode: "Marriage"                  |
| 1999 | Cruel Intentions         | Mai-Lee            |                                      |
| 1999 | Bastards                 | Tony's Mother      |                                      |
| 1999 | Shark in a Bottle        | The Tutor          |                                      |
| 2001 | Green Dragon             | Thuy Hoa           |                                      |
| 2001 | Return to Pontianak      | Charity Yamaguchi  |                                      |
| 2003 | National Security        | McDuff's Secretary |                                      |
| 2007 | The Princess of Nebraska | Une mère           |                                      |
| 2008 | Julia                    | Kitty              |                                      |
| 2008 | Harcelés                 | Infirmière         |                                      |
| 2010 | Sympathy for Delicious   | Une bénévole       |                                      |
| 2011 | Touch                    | Mother             | Final role                           |